# Xerotricha gonzalezi
Xerotricha gonzalezi е вид охлюв от семейство Hygromiidae. Видът не е застрашен от изчезване.

## Разпространение
Разпространен е в Испания.